# Моро, Ибрахим
Ибрахи́м Мо́ро (англ. Ibrahim Moro; 10 ноября 1993, Аккра) — ганский футболист, полузащитник литовского клуба «Дембава».

## Карьера

### Клубная
Воспитанник футбольного клуба «Нью-Эдубиас Юнайтед», представляющего ганский регион Ашанти. С ним Ибрахим и подписал свой первый профессиональный контракт. С 2010 года главный тренер команды стал его регулярно использовать в качестве игрока основного состава. В сезоне 2011/2012 он стал единственным игроком команды, который принял участие во всех 30 матчах сезона. 5 августа 2012 года «Нью-Эдубиас Юнайтед» встречался в рамках финала Кубка Ганы встречался с «Ашанти Голд». На 50-й минуте матча у ворот «Ашанти» был назначен штрафной, который вызвался пробивать Моро. Хорошо исполненным ударом, Ибрахим открыл счёт в матче, забив, как позже выяснилось, единственный мяч во встрече. Эта победа впервые в истории принесла «Нью-Эдубиас Юнайтед» Кубок страны, и позволила на будущий сезон выступать в Кубке Конфедерации КАФ и сразиться за Суперкубок Ганы с чемпионом — «Асанте Котоко».
Уже на следующий день после финала было объявлено о переходе ганского полузащитника в стан серебряного призёра Швеции АИКа. С ним был подписан контракт до конца 2015 года. 17 августа он получил разрешение на работу в Швеции и уже через неделю дебютировал за свой новый клуб в раунде плей-офф Лиги Европы с московским ЦСКА. На 79-й минуте встречи он вышел на поле вместо исландского полузащитника Хельги Даниэльссона. Дебют же Ибрахима на внутренней арене случился 2 сентября в домашней встрече с «Хельсингборгом». Он появился на поле, заменив во втором тайме Робина Куайсона . С 1 января 2015 года подписал контракт с бронзовым призёром Казахстана клубом «Кайрат», соглашение заключено по схеме 1+2. Однако уже 28 марта он покинул команду по состоянию здоровья (гепатит).
31 августа подписал трёхлетний контракт с клубом Первой лиги Турции «Адана Демирспор».

### В сборных
Играл за сборные Ганы всех возрастов. В данный момент выступает за юношескую и молодёжную сборные Ганы.

## Достижение
- Обладатель Кубка Ганы: 2012